# Hospital Eva Perón (Tucumán)
El Hospital Eva Perón (conocido popularmente como Hospital del Este) es un hospital general público con especialidad materno-infantil, perteneciente a la red de hospitales neonatales y materno-infantiles del Sistema Provincial de Salud (SIPROSA) de Tucumán. Se ubica entre calle el Carmen y Ruta Nacional 9, Banda del Río Salí, Provincia de Tucumán, Argentina.

## Historia
En el año 2002 el gobierno del Reino de España acordó con el gobierno de la República Argentina el envío de fondos para costear la construcción de un hospital materno-infantil en la Provincia de Tucumán. En 2003 se decidió que la institución sanitaria se instale en la zona este de la provincia de Tucumán, área afectada por una gran crisis alimentaria y sanitaria y carente de servicios materno-infantiles.
Para realizar el proyecto, España dispuso un crédito de EUR 15 900 823 y el gobierno provincial expropió un solar perteneciente al Ingenio San Juan en Banda del Río Salí, realizando además un aporte con valor de EUR 1 615 283. También, el ministerio de salud de la nación entregó un subsidio para que se desarrollen las obras complementarias al hospital de ARS 20 000 000.
En diciembre de 2008 se colocó la piedra basal del nosocomio materno-infantil adjudicada al Consorcio Argentino- Español UTE SES S.S- EDUCTRADE S.A.-MB3 S.A.-VHA S.A. y diseñada por la arquitecta Elvira Contreras y el arquitecto Gustavo Funhoff, los cuales resultaron ganadores de la licitación. Las obras comenzaron en el año 2009.
Finalmente las obras fueron concluidas en el año 2013 siendo inaugurado el 6 de junio de ese mismo año por la presidenta Cristina Fernández de Kirchner, el ministro de salud de Argentina Juan Manzur, el gobernador José Alperovich, el ministro de salud provincial Pablo Yedlin y diferentes funcionarios provinciales y nacionales ante la presencia de 15000 personas. El Hospital y sus instalaciones complementarias y anexas tuvieron un costo final de ARS 200 000 000 beneficiando a 300000 personas de los departamentos Cruz Alta, Burruyacú y Leales.
En 2020, durante la Pandemia de COVID-19, se construyó junto al Hospital del Este un hospital modular para atender entre 120 a 130 pacientes con el virus del COVID-19. Este hospital modular contó con sistemas de diagnóstico por imágenes, sistemas de rayos X, consultorios externos, un depósito y un laboratorio.

## Descripción
El Hospital del Este ocupa 9 hectáreas y una superficie total de 12800 metros cuadrados entre la planta baja y planta superior. Posee 108 camas de internación, 6 camas de unidad de terapia intensiva, 34 camas de internación de madre-hijo, 20 cunas e incubadoras de neonatología con capacidad para 4000 partos por año, consultorios externos y atención neonatal, materna y pediátrica, farmacia, laboratorios, equipos quirúrgicos y sistemas de diagnóstico por imágenes. En los alrededores del edificio hospitalario se encuentran estacionamientos para vehículos, paradas para transporte público y una planta de tratamiento de agua y potabilización.

## Especialidades[19]
El Hospital Eva Perón tiene distintas especialidades en su haber:
- Pediatría
- Neumología
- Reumatología
- Cardiología
- Infectología
- Genética
- Urología
- Otorrinolaringología
- Endocrinología
- Oftalmología
- Dermatología
- Hematología
- Psiquiatría
- Psicología
- Psicopedagogía
- Odontología
- Dietista nutricionista
- Consultorio Obesidad
- Cirugía general
- Traumatología
- Fonoaudiología
- Consultorios de seguimiento de prematuros y alto riesgo.
- Gastroenterología
- NefrologíaTambién se encuentran en el hospital servicio de laboratorio de análisis clínicos, bacteriológicos y sistemas de diagnóstico por imágenes.[20]